# Acanthaspidia typhlops
Acanthaspidia typhlops is een pissebed uit de familie Acanthaspidiidae. De wetenschappelijke naam van de soort is voor het eerst geldig gepubliceerd in 1879 door Georg Ossian Sars.